# Sint-Joriskerk (Venlo)
De Joriskerk is een protestantse kerk in Venlo en staat gedeeltelijk op de plaats waar vroeger het Sint Jorisgasthuis stond.
Het laat-gotische koor van de voormalige Gasthuiskapel (1509) vormt het oudste deel van de kerk. Het oude kerkje werd in 1632 aan de protestantse gemeente afgestaan, ging in 1637 voor de Hervormden verloren, maar kwam in 1702, bij de bezetting van Venlo door de Staatsen, definitief in hun bezit.
In het begin van de achttiende eeuw gaven de Staten-Generaal van de Nederlanden bevel tot uitbreiding van de kerk. Reden daarvoor was dat de protestantse gemeenschap inmiddels flink was gegroeid door de komst van Hollandse en Zwitserse troepen. In 1718 werd de Sint-Joriskerk in zijn huidige vorm gebouwd. Bouwmeester was de Dordtenaar Pleun van Bolnes.
In 1896 bezocht de rondtrekkende evangelist Heimerick Dekker (1866-1936) Venlo om daar een gereformeerde gemeenschap van de grond te tillen. In 1910 kochten de gereformeerden een stuk grond aan de noordzijde van de Venlose binnenstad, om daar in 1910-1911 een kerkje met pastorie te bouwen. In 1967 werd dit kerkje afgebroken.
Op 19 juli 1911 werd Dekker door de Venlose kerk tot dominee beroepen. In 1921 stichtte de gereformeerde gemeenschap de School met de Bijbel.
Na de Tweede Wereldoorlog werd een begin gemaakt met de restauratie van de kerk, die bij de bombardementen op Venlo in 1944 nogal wat schade opliep. In 1957 was de restauratie voltooid.
Sinds 11 mei 1986 vormen de gereformeerde kerk en de hervormde gemeente een federatie onder de naam Protestantse kerkgemeenschap te Venlo.

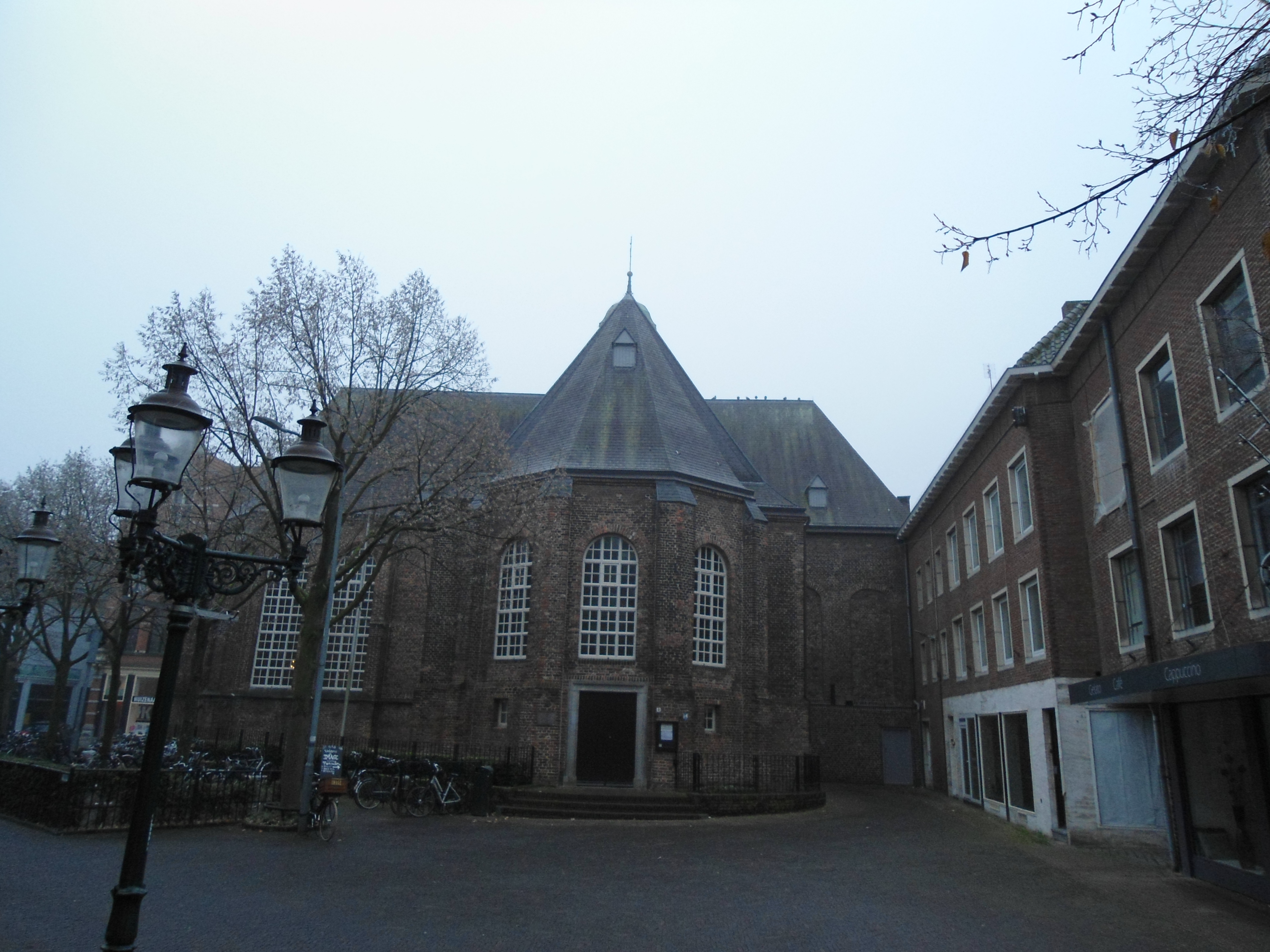
De noordzijde van de Joriskerk te Venlo
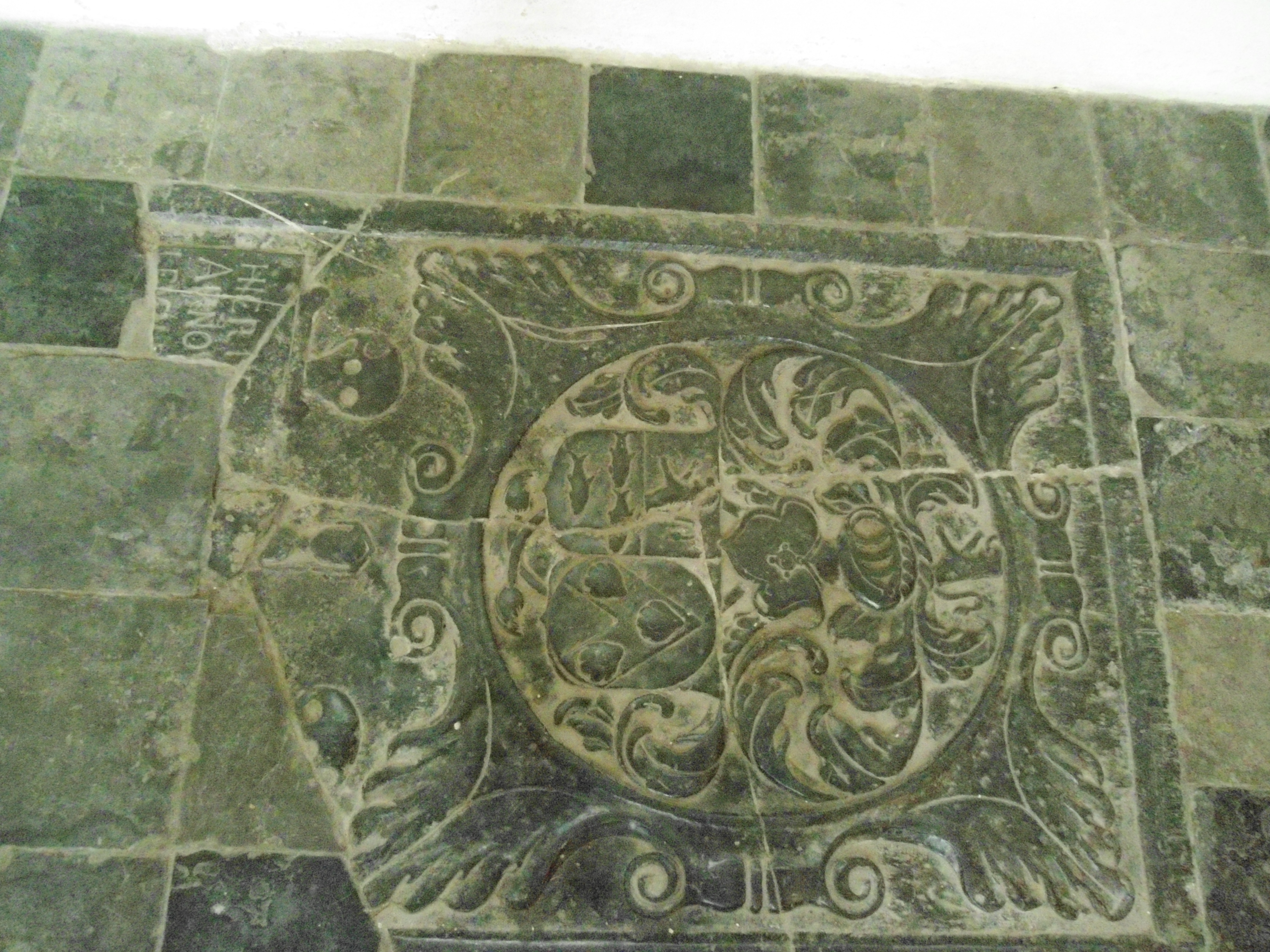
Grafsteen in de Joriskerk te Venlo